# 60 Zecchini
60 Zecchini è stato un programma televisivo che si è svolto a Roma l'8 dicembre 2017 per celebrare la sessantesima edizione dello Zecchino d'Oro. È andato in onda su Rai 1 in diretta in Eurovisione, con la conduzione di Carlo Conti.
Nel corso del programma sono stati cantati alcuni dei brani più famosi dello Zecchino d'Oro interpretati da vari personaggi dello spettacolo. Al termine, sommando il televoto e i voti dati dalle giurie, i bambini del 60º Zecchino d'Oro e dagli interpreti stessi, è stato decretato un brano vincitore, indicato come il brano più bello delle sessanta edizioni dello Zecchino d'Oro.
Il programma è andato in onda dallo studio 5 degli Studi Dear.

## Brani in gara
| Ordine | Brano                            | Testo                              | Musica                      | Interprete originale                                    | Edizione | Interprete in puntata                           |
| ------ | -------------------------------- | ---------------------------------- | --------------------------- | ------------------------------------------------------- | -------- | ----------------------------------------------- |
| 1      | Quarantaquattro gatti            | Giuseppe Casarini                  | Giuseppe Casarini           | Barbara Ferigo                                          | 10ª      | Beppe Fiorello                                  |
| 2      | Il coccodrillo come fa?          | Oscar Avogadro                     | Pino Massara                | Carlo Andrea Masciadri e Gabriele Patriarca             | 36ª      | Arisa                                           |
| 3      | Il caffè della Peppina           | Tony Martucci                      | Alberto Anelli              | Marina D'Amici e Simonetta Gruppioni                    | 13ª      | Claudia Gerini                                  |
| 4      | Fammi crescere i denti davanti   | Giuseppe Pittari                   | Aldo Rossi                  | Andrea Nicolai                                          | 4ª       | Patty Pravo                                     |
| 5      | Il Torero Camomillo              | Franco Maresca                     | Mario Pagano                | Michele Grandolfo                                       | 10ª      | Chiara                                          |
| 6      | Popoff                           | Anna Benassi                       | Paolo Gualdi e Mario Pagano | Valter Brugiolo                                         | 9ª       | Nino Frassica                                   |
| 7      | Il valzer del moscerino          | Laura Zanin                        | Adriano Della Giustina      | Cristina D'Avena                                        | 10ª      | Cristina D'Avena                                |
| 8      | Le tagliatelle di nonna Pina     | Gian Marco Gualandi                | Gian Marco Gualandi         | Ottavia Dorrucci                                        | 46ª      | Laura Chiatti                                   |
| 9      | Lettera a Pinocchio              | Mario Panzeri                      | Mario Panzeri               | Loredana Taccani e Giusi Guercilena                     | 1ª       | Marco Masini                                    |
| 10     | Il pulcino ballerino             | Franco Maresca                     | Mario Pagano                | Viviana Stucchi                                         | 6ª       | Bianca Guaccero                                 |
| 11     | Il lungo, il corto il pacioccone | Leo Chiosso                        | Gorni Kramer                | Gianluca Calderari, Massimo Colucci e Leonardo Barsotti | 12ª      | Tullio Solenghi, Massimo Lopez e Sergio Friscia |
| 12     | Volevo un gatto nero             | Franco Maresca e Armando Soricillo | Mario Pagano                | Vincenza Pastorelli                                     | 11ª      | Anna Tatangelo                                  |

## Classifiche

### Giuria di qualità
Il voto è espresso dai componenti della giuria di qualità ai quali si aggiunge il voto di ciascun interprete, che vota solo per il brano da lui eseguito. Il voto è espresso tramite delle palette numerate da 6 a 10.
| Ordine | Brano                            | Interprete                                      | Platinette | Zanicchi | Brignano | De Sica | Fialdini | Allevi | Interprete | Totale |
| ------ | -------------------------------- | ----------------------------------------------- | ---------- | -------- | -------- | ------- | -------- | ------ | ---------- | ------ |
| 9      | Lettera a Pinocchio              | Marco Masini                                    | 10         | 10       | 10       | 10      | 10       | 10     | 10         | 70     |
| 7      | Il valzer del moscerino          | Cristina D'Avena                                | 10         | 9        | 10       | 9       | 9        | 10     | 10         | 67     |
| 4      | Fammi crescere i denti davanti   | Patty Pravo                                     | 10         | 7        | 7        | 9       | 9        | 10     | 10         | 62     |
| 8      | Le tagliatelle di nonna Pina     | Laura Chiatti                                   | 9          | 8        | 7        | 10      | 10       | 8      | 10         | 62     |
| 2      | Il coccodrillo come fa?          | Arisa                                           | 8          | 8        | 9        | 10      | 8        | 8      | 10         | 61     |
| 12     | Volevo un gatto nero             | Anna Tatangelo                                  | 8          | 9        | 9        | 9       | 7        | 9      | 10         | 61     |
| 3      | Il caffè della Peppina           | Claudia Gerini                                  | 6          | 7        | 9        | 10      | 10       | 8      | 10         | 60     |
| 5      | Il Torero Camomillo              | Chiara                                          | 8          | 8        | 8        | 9       | 7        | 10     | 10         | 60     |
| 6      | Popoff                           | Nino Frassica                                   | 10         | 8        | 6        | 10      | 10       | 10     | 6          | 60     |
| 11     | Il lungo, il corto il pacioccone | Tullio Solenghi, Massimo Lopez e Sergio Friscia | 9          | 9        | 9        | 10      | 7        | 6      | 10         | 60     |
| 1      | Quarantaquattro gatti            | Beppe Fiorello                                  | 8          | 8        | 8        | 6       | 8        | 10     | 10         | 58     |
| 10     | Il pulcino ballerino             | Bianca Guaccero                                 | 6          | 7        | 7        | 10      | 9        | 9      | 10         | 58     |

### Giuria esterna
Alla votazione partecipano anche gli interpreti delle canzoni partecipanti all'edizione 2017 dello Zecchino d'Oro. Il voto di questa giuria è comunicato da Chiara Tortorella in collegamento dallo studio TV dell'Antoniano.
| Ordine | Brano                            | Interprete                                      | Totale |
| ------ | -------------------------------- | ----------------------------------------------- | ------ |
| 11     | Il lungo, il corto il pacioccone | Tullio Solenghi, Massimo Lopez e Sergio Friscia | 144    |
| 7      | Il valzer del moscerino          | Cristina D'Avena                                | 142    |
| 8      | Le tagliatelle di nonna Pina     | Laura Chiatti                                   | 141    |
| 5      | Il Torero Camomillo              | Chiara                                          | 138    |
| 10     | Il pulcino ballerino             | Bianca Guaccero                                 | 137    |
| 2      | Il coccodrillo come fa?          | Arisa                                           | 134    |
| 6      | Popoff                           | Nino Frassica                                   | 133    |
| 12     | Volevo un gatto nero             | Anna Tatangelo                                  | 130    |
| 4      | Fammi crescere i denti davanti   | Patty Pravo                                     | 128    |
| 9      | Lettera a Pinocchio              | Marco Masini                                    | 128    |
| 1      | Quarantaquattro gatti            | Beppe Fiorello                                  | 125    |
| 3      | Il caffè della Peppina           | Claudia Gerini                                  | 124    |

### Classifica combinata
Il voto finale per eleggere la migliore canzone delle prime 60 edizioni dello Zecchino d'Oro comprende anche il televoto con un peso del 60%. I voti della Giuria di Qualità e della Giuria esterna pesano entrambe il 20% del voto totale.
| Ordine | Brano                            | Interprete                                      | Giuria di qualità | Giuria esterna | Televoto | Totale |
| ------ | -------------------------------- | ----------------------------------------------- | ----------------- | -------------- | -------- | ------ |
| 9      | Lettera a Pinocchio              | Marco Masini                                    | 9,47%             | 7,98%          | 19,61%   | 15,26% |
| 1      | Quarantaquattro gatti            | Beppe Fiorello                                  | 7,85%             | 7,79%          | 16,41%   | 12,97% |
| 6      | Popoff                           | Nino Frassica                                   | 8,12%             | 8,29%          | 11,22%   | 10,01% |
| 7      | Il valzer del moscerino          | Cristina D'Avena                                | 9,07%             | 8,85%          | 10,34%   | 9,79%  |
| 12     | Volevo un gatto nero             | Anna Tatangelo                                  | 8,25%             | 8,10%          | 8,29%    | 8,25%  |
| 11     | Il lungo, il corto il pacioccone | Tullio Solenghi, Massimo Lopez e Sergio Friscia | 8,12%             | 8,98%          | 5,57%    | 6,76%  |
| 2      | Il coccodrillo come fa?          | Arisa                                           | 8,25%             | 8,35%          | 5,59%    | 6,68%  |
| 8      | Le tagliatelle di nonna Pina     | Laura Chiatti                                   | 8,39%             | 8,79%          | 5,21%    | 6,56%  |
| 5      | Il Torero Camomillo              | Chiara                                          | 8,12%             | 8,60%          | 4,66%    | 6,14%  |
| 10     | Il pulcino ballerino             | Bianca Guaccero                                 | 7,85%             | 8,54%          | 4,74%    | 6,12%  |
| 4      | Fammi crescere i denti davanti   | Patty Pravo                                     | 8,39%             | 7,98%          | 4,12%    | 5,75%  |
| 3      | Il caffè della Peppina           | Claudia Gerini                                  | 8,12%             | 7,73%          | 4,22%    | 5,70%  |

## Giuria di qualità
I brani sono stati votati da una giuria composta da Giovanni Allevi, Enrico Brignano, Christian De Sica, Francesca Fialdini, Platinette e Iva Zanicchi.

## Brani fuori gara
- Jingle Bells (Christian De Sica) interpretata da Christian De Sica per pubblicizzare l'album Merry Christian da cui è stato tratto il brano.
- Dagli una spinta (Dante Panzuti, Pinchi/Nino Casiroli) (5º Zecchino d'Oro) interpretata dal Piccolo Coro dell'Antoniano.

## Curiosità
- Cristina D'Avena ha cantato la stessa canzone che aveva interpretato da bambina allo Zecchino d'Oro, proprio come al Gran galà dello Zecchino d'Oro.
- Nel corso della serata è intervenuto Topo Gigio in veste di ospite, e per la prima volta senza la presenza di Cino Tortorella.
- I proventi derivati dal televoto sono stati utilizzati per il Cuore dello Zecchino d'Oro proposto quell'anno al 60º Zecchino d'Oro.
- "Lettera a Pinocchio" ha vinto anche il Gran galà dello Zecchino d'Oro in occasione dei 50 anni della trasmissione, e in quell'occasione fu eseguito da Johnny Dorelli.

## Ascolti
La serata ha registrato un ascolto pari a 4.679.000 telespettatori e al 22,2% di share.